# هیو هاولاک مک لین
هیو هاولاک مک لین (انگلیسی: Hugh Havelock McLean; ۳ مارس ۱۸۵۴ – ۲۲ نوامبر ۱۹۳۸) وکیل، نظامی و سیاستمدار اهل کانادا بود.